# Arrow with Weethley
Arrow with Weethley – gmina (civil parish) w Anglii, w hrabstwie Warwickshire, w dystrykcie Stratford-on-Avon. Leży 23 km na zachód od miasta Warwick i 145 km na północny zachód od Londynu.